# Marcel De Keukeleire
Pour les articles homonymes, voir Dekeukeleire.
Marcel De Keukeleire, né à Mouscron en 1922 et décédé en 1986, est un éditeur et producteur de musique belge, établi à Mouscron.

## Biographie
Ancien accordéoniste devenu disquaire, il fut dans les années 1970 et 1980 à l'origine de plusieurs succès planétaires parus sur son label Elver, dont :
- J. J. Lionel – La Danse des canards ;
- Polaris – Jolie Fille ;
- Chocolat's – Brasilia Carnaval ;
- Amadeo – Moving Like a Superstar ;
- Crazy Horse puis son leader Alain Delorme.

Il travaille aussi à diverses occasions avec Jean Van Loo, qui produira lui notamment Born to be Alive (1978) de Patrick Hernandez.
L'œuvre de Marcel De Keukeleire a fait l'objet d'un documentaire intitulé Marcel Superstar, réalisé en 2004 par Olivier Monssens.